# 모용토욕혼
모용토욕혼(慕容吐谷渾, 246년 ~ 317년, 재위: 283년 ~ 317년)은 모용섭귀(慕容涉歸)의 장남으로, 모용외(慕容廆)의 형이다.

## 생애
하남왕(河南王) 모용토욕혼은 모용섭귀의 장남이다. 그는 동생 모용외와의 사이가 좋지 못해 남서쪽으로 내려와 285년 수도를 부사(伏俟)로 한 하남국(河南國) 토욕혼(吐谷渾)부족을 이뤘다. 그는 317년 사망하였으며, 차기 가한(可汗)으로 하남왕 모용토연(慕容吐延)이 올랐다.

## 형제간의 우애
모용토욕혼과 모용외가 갈라서고 나서 모용토욕혼이 서쪽으로 자신의 부락을 이주하여 떠난 뒤, 모용외가 자신의 행동을 뉘우치며 형인 모용토욕혼을 그리워하는 마음으로 아간가(阿干歌, 형의 노래)를 지었다고 한다.

## 가계
- - 조부 : 모용목연
    - 부 : 모용섭귀
      - 동생 : 모용외